# Apodiscus chevalieri
Apodiscus chevalieri là một loài thực vật có hoa trong họ Diệp hạ châu. Loài này được Hutch. mô tả khoa học đầu tiên năm 1911 publ. 1912.